# Akvareller (Hurum)
Akvareller is een verzameling korte composities van Alf Hurum. In tegenstelling tot zijn vorige werk Impressions pour le piano kreeg het geen Franse titels mee, maar Noorse. De verzameling werd door Hurum in eigen beheer uitgegeven, in het buitenland verzorgde Edition Wilhelm Hansen de distributie.
De drie miniaturen zijn:
- Vandliljen (waterlelie) in andantino,
- Miniature (miniatuur) in moderato
- Akvarel (aquarel) in allegro vivace,

Vandliljen ging in première op 18 januari 1913 en werd gespeeld door Judith Heber. Nils Larsen speelde de gehele set tijdens een concert op 13 december 1913.